# Онге (комуна)
Комуна Онге (швед. Ånge kommun) — адміністративно-територіальна одиниця місцевого самоврядування, що розташована в лені Вестерноррланд у північній Швеції.
Онге 27-а за величиною території комуна Швеції. Адміністративний центр комуни — місто Онге.

## Населення
Населення становить 9 694 чоловік (станом на вересень 2012 року). 
| Кількість населення комуни Онге за 1970-2010 роки | Кількість населення комуни Онге за 1970-2010 роки | Кількість населення комуни Онге за 1970-2010 роки | Кількість населення комуни Онге за 1970-2010 роки | Кількість населення комуни Онге за 1970-2010 роки |
| ------------------------------------------------- | ------------------------------------------------- | ------------------------------------------------- | ------------------------------------------------- | ------------------------------------------------- |
| Рік                                               |                                                   |                                                   | Населення                                         |                                                   |
| 1970                                              | 1970                                              |                                                   | 14 984                                            | 14 984                                            |
| 1975                                              | 1975                                              |                                                   | 13 908                                            | 13 908                                            |
| 1980                                              | 1980                                              |                                                   | 13 349                                            | 13 349                                            |
| 1985                                              | 1985                                              |                                                   | 13 001                                            | 13 001                                            |
| 1990                                              | 1990                                              |                                                   | 12 587                                            | 12 587                                            |
| 1995                                              | 1995                                              |                                                   | 12 038                                            | 12 038                                            |
| 2000                                              | 2000                                              |                                                   | 11 234                                            | 11 234                                            |
| 2005                                              | 2005                                              |                                                   | 10 692                                            | 10 692                                            |
| 2010                                              | 2010                                              |                                                   | 10 053                                            | 10 053                                            |
| Джерело: SCB                                      |                                                   |                                                   |                                                   |                                                   |

## Населені пункти
Комуні підпорядковано 6 міських поселень (tätort) та сільські, більші з яких:
- Онге (Ånge)
- Торпсгаммар (Torpshammar)
- Френста (Fränsta)
- Юнгаверк (Ljungaverk)
- Еставалль (Östavall)
- Альбю (Alby)

## Міста побратими
Комуна підтримує побратимські контакти з такими муніципалітетами:
- Комуна Малвік, Норвегія
- Оравайнен, Фінляндія
- Огре, Латвія
- Бенг, Лаос

## Галерея

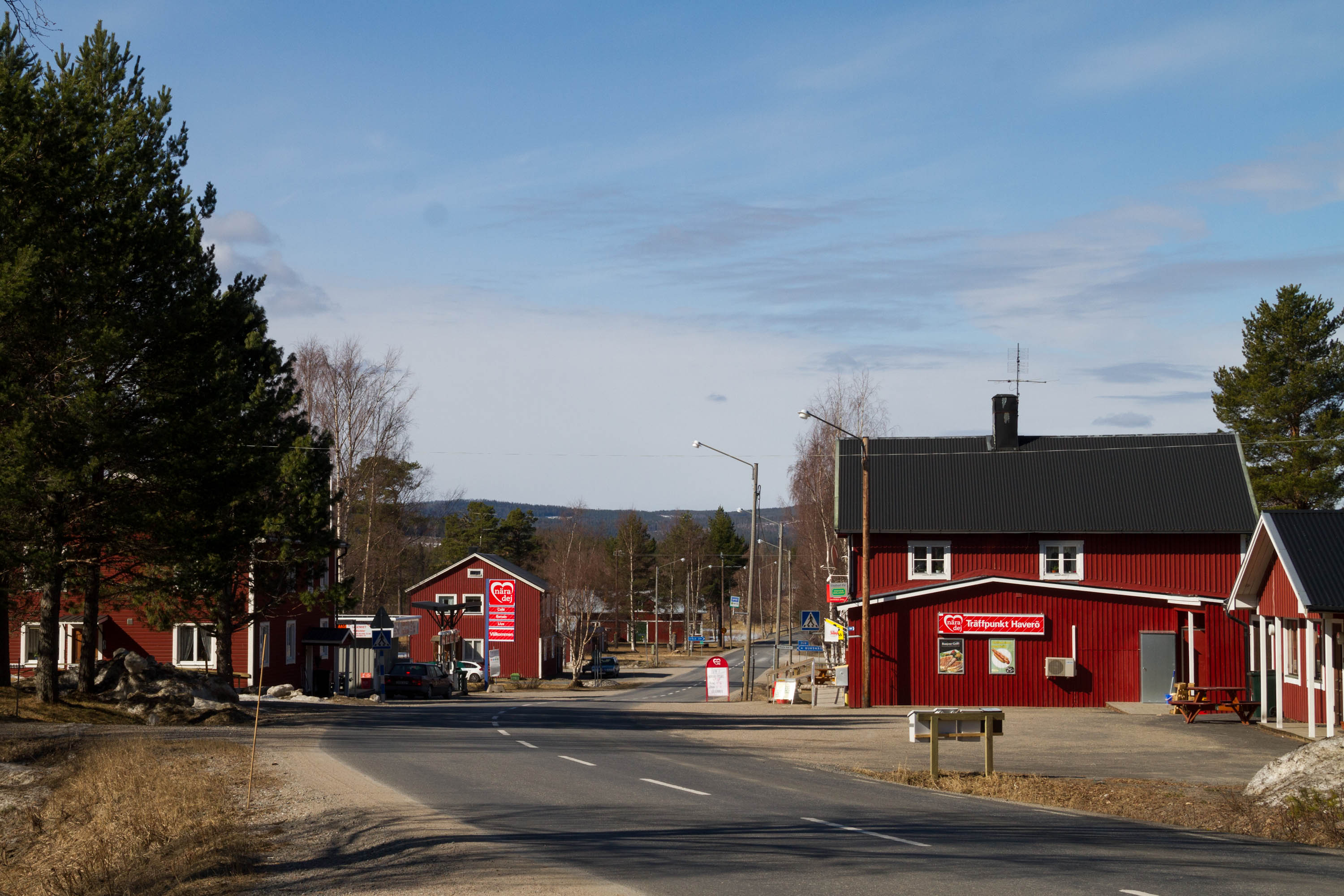
Село Евертурінген
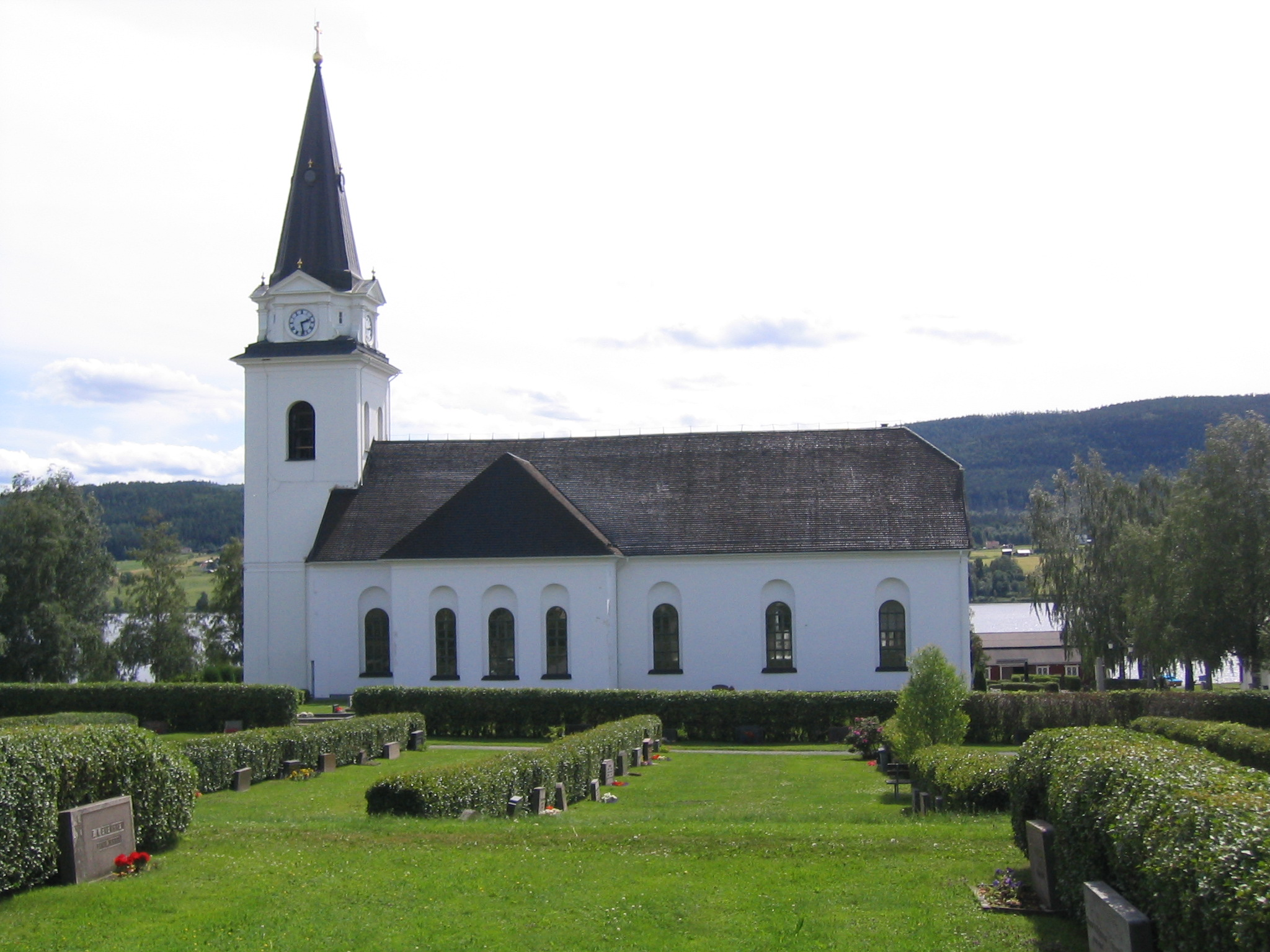
Церква (Торп)
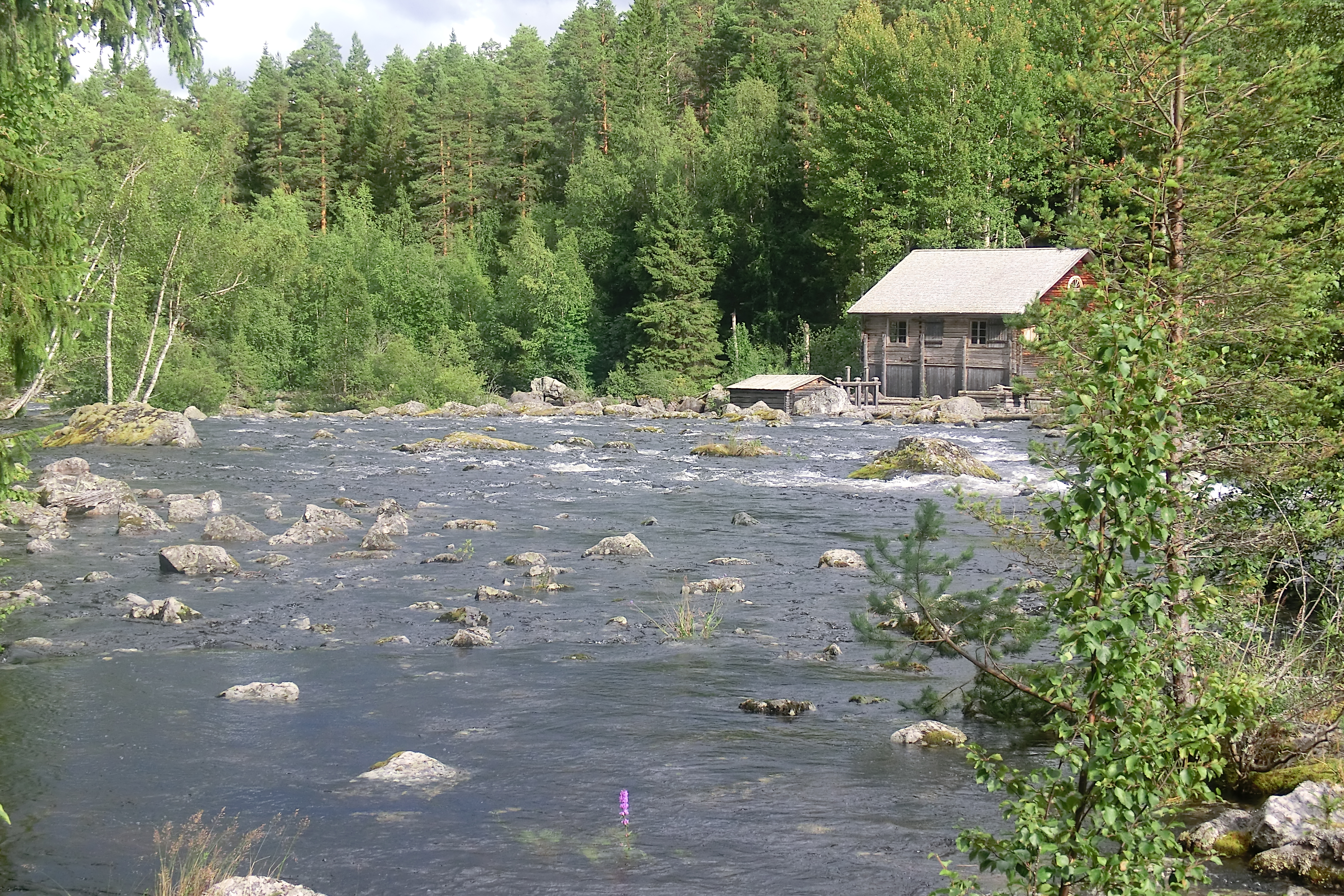
Річка Кварнстреммен
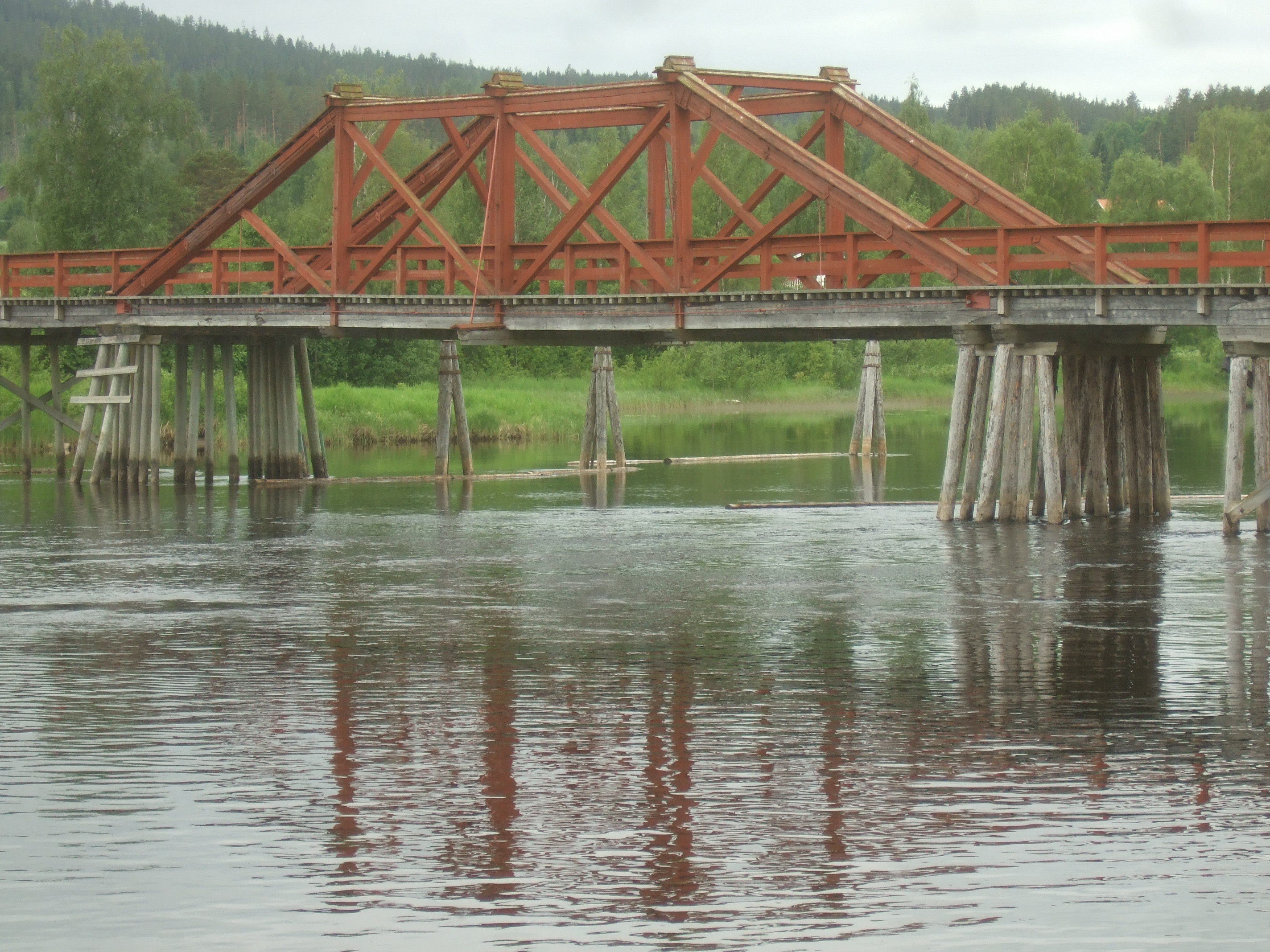
Міст через річку Юнган

## Виноски
1. ↑  Andersson P. Sveriges kommunindelning 1863-1993 — Mjölby: Draking, 1993. — 132 с. — ISBN 978-91-87784-05-7
2. ↑  Folkmangd i riket, lan och kommuner (шв.) . Центральне бюро статистики Швеції. Архів оригіналу за 20 серпня 2013. Процитовано 30 січня 2013.